# Sophie Caldwell Hamilton
Sophie Caldwell Hamilton (Rutland (Vermont), 22 maart 1990) is een Amerikaanse langlaufster. Ze vertegenwoordigde haar vaderland op de Olympische Winterspelen 2014 in Sotsji en op de Olympische Winterspelen 2018 in Pyeongchang.

## Carrière
Bij haar wereldbekerdebuut, in december 2012 in Quebec, scoorde Caldwell direct haar eerste wereldbekerpunten. Op de wereldkampioenschappen langlaufen 2013 in Val di Fiemme eindigde de Amerikaanse als twintigste op het onderdeel sprint. In december 2013 behaalde ze in Davos haar eerste toptienklassering in een wereldbekerwedstrijd. Tijdens de Olympische Winterspelen van 2014 in Sotsji eindigde Caldwell als zesde op het onderdeel sprint en als 32e op de 10 kilometer klassiek. Op het onderdeel teamsprint eindigde ze samen met Kikkan Randall op de achtste plaats. In maart 2014 stond de Amerikaanse in Lahti voor de eerste maal in haar carrière op het podium van een wereldbekerwedstrijd.
In Falun nam Caldwell deel aan de wereldkampioenschappen langlaufen 2015. Op dit toernooi eindigde ze als tiende op het onderdeel sprint, daarnaast eindigde ze samen met Jessica Diggins als achtste op het onderdeel teamsprint. Op 6 januari 2016 boekte de Amerikaanse in Oberstdorf haar eerste wereldbekerzege. Op de wereldkampioenschappen langlaufen 2017 in Lahti eindigde Caldwell als zesde op de sprint. Tijdens de Olympische Winterspelen van 2018 in Pyeongchang eindigde ze als achtste op de sprint, op de estafette eindigde ze samen met Sadie Bjornsen, Kikkan Randall en Jessica Diggins op de vijfde plaats.
In Seefeld nam Caldwell deel aan de wereldkampioenschappen langlaufen 2019. Op dit toernooi eindigde ze als veertiende op de sprint en als 29e op de 10 kilometer klassieke stijl. Op de wereldkampioenschappen langlaufen 2021 in Oberstdorf eindigde de Amerikaanse als 29e op de sprint.

## Resultaten

### Olympische Winterspelen
| Jaar | Plaats      | Resultaten                                                                        |
| ---- | ----------- | --------------------------------------------------------------------------------- |
| 2014 | Sotsji      | 6e Sprint (vrije stijl) 32e 10 km klassieke stijl 8e Teamsprint (klassieke stijl) |
| 2018 | Pyeongchang | 8e Sprint (klassieke stijl) 5e 4×5 km estafette                                   |

### Wereldkampioenschappen
| Jaar | Plaats        | Resultaten                                               |
| ---- | ------------- | -------------------------------------------------------- |
| 2013 | Val di Fiemme | 20e Sprint (klassieke stijl)                             |
| 2015 | Falun         | 10e Sprint (klassieke stijl) 8e Teamsprint (vrije stijl) |
| 2017 | Lahti         | 6e Sprint (vrije stijl)                                  |
| 2019 | Seefeld       | 14e Sprint (vrije stijl) 29e 10 km klassieke stijl       |
| 2021 | Oberstdorf    | 29e Sprint (klassieke stijl)                             |

### Wereldbeker
Eindklasseringen
| Seizoen   | Algm | DI  | SP    | TdS |
| --------- | ---- | --- | ----- | --- |
| 2012/2013 | 87e  | -   | 53e   | -   |
| 2013/2014 | 23e  | 47e | 8e    | DNF |
| 2014/2015 | 53e  | -   | 20e   | DNF |
| 2015/2016 | 27e  | 75e | 7e    | DNF |
| 2016/2017 | 33e  | -   | 11e   | DNF |
| 2017/2018 | 19e  | 61e | Brons | DNF |
| 2018/2019 | 21e  | -   | 4e    | DNF |
| 2019/2020 | 25e  | 69e | 6e    | DNF |
| 2020/2021 | 32e  | –   | 10e   | DNF |

Wereldbekerzeges
| Nr. | Datum           | Plaats     | Onderdeel                    |
| --- | --------------- | ---------- | ---------------------------- |
| 1.  | 1 januari 2016  | Oberstdorf | Sprint (klassieke stijl) TdS |
| 2.  | 27 januari 2018 | Seefeld    | Sprint (vrije stijl)         |